# Meripilus applanatus
Meripilus applanatus är en svampart som beskrevs av Corner 1984. Meripilus applanatus ingår i släktet Meripilus och familjen Meripilaceae.   Inga underarter finns listade i Catalogue of Life.